# رشيقة (اسم)
رشيقة هو اسم علم مؤنث من أصل عربي، ومعناه هو صفة مشبهة، بمعنى النجيبة الأصيلة الشريفة الفضيلة.

## شخصيات تحمل الاسم
- رشيقة الريدى (عالمة مناعة مصرية، 23 يونيو 1941 – )

## وصلات خارجية
- موسوعة السلطان قابوس لأسماء العرب نسخة محفوظة 5 أبريل 2019 على موقع واي باك مشين.